# 赤福のれん
『赤福のれん』（あかふくのれん）は、1975年10月4日から同年12月27日まで、フジテレビ系列の『土曜劇場』（毎週土曜21:00 - 21:54）の枠で放送されたテレビドラマ。全13話。
花登筺の著作『赤福』を原作にテレビドラマ化した作品。

## 概要
現在まで300年以上の歴史を誇る赤福餅、その老舗の店の八代目の妻として1941年（昭和16年）に嫁ぎ、戦中・戦後の時代を通して店を守り、夫の死後は社長として店を切り盛りした女性の一代記。1964年（昭和39年）頃までを描いた物語で、実在の赤福の取締役会長・浜田ますがモデルとなっている。
昭和16年、加由は赤福の八代目・天田種弘の元に嫁いだ。屈託ない性格の加由には姑・奈緒も満足しており、種弘の弟・弘克にも慕われ、店の誰からも愛されるようになった。しかしその頃店は、亡くなった先代社長が株で失敗したのが元で、店は思わしくない経営が続いていた。種弘は経営の近代化、工場の合理化を図りたいが、この考えに姑・奈緒が反対。種弘は加由に協力を求め、加由も赤福の経営に参画していく。しかし太平洋戦争の戦況は悪化の一途をたどり、男性従業員は兵役や徴用に取られ、その人手不足に食料不足にも悩む一方で、更には夫・種弘も兵役に就くことに。その後、夫の帰りを待つ加由の願いも空しく、種弘戦死の一報が届く。その後は加由が店を受け継ぎ、「赤餅」「おか福」のそれぞれのライバルとしのぎ合いながらも、老舗の店を女手一つで切り盛りし守り続け、息子・直種に社長の座を渡すまでの一代記を描いた。『のれんシリーズ』の第一弾と位置付けられている。

## キャスト
- 天田加由：十朱幸代
- 天田種弘：細川俊之
- 天田奈緒：沢村貞子
- 天田弘克：岡田裕介
- 志津子：榊原るみ - 弘克の恋人
- あん練り名人・他三郎：財津一郎
- お栄：日色ともゑ
- 寅造（営業部長）：新克利
- 利助（従業員）：山田吾一
- 太助（従業員）：宮沢元
- 東田中尉：高橋悦史 - 伊勢神宮守備隊小隊長
- 須永大尉：石橋雅史 - 伊勢神宮守備隊中隊長
- 園田：藤岡琢也 - 元々闇成金のブローカー。後にライバル会社社長として「おか福」を売り出す。
- 芦沢孝子
- 鍋谷孝喜
- 朝井：沢本忠雄 - 伊勢市の観光課長
- 由美：木村有里
- 杉本：井上孝雄 - ライバル「赤餅」の経営者
- 小出道子：麻衣美佐 - 勢鉄デパート勤務。利助に見初められる。
- 伊坂：松下達夫 - 勢鉄デパートの仕入れ部長
- 天田直種（加由の息子）：若松克洋（小学生期） → 小川博（中学生期）→ 武岡淳一（青年期）

## スタッフ
- 原作：花登筺『赤福』
- 脚本：大西信行（全話担当）
- 演出：小林俊一（全話担当）
- 音楽：玉木宏樹
- 制作：フジテレビ

## サブタイトル
1. 1975年10月4日 （サブタイトル無し）
2. 1975年10月11日 （〃）
3. 1975年10月18日 （〃）
4. 1975年10月25日 （〃）
5. 1975年11月1日 （〃）
6. 1975年11月8日 （〃）
7. 1975年11月15日 （〃）
8. 1975年11月22日 （〃）
9. 1975年11月29日 「強敵出現!」
10. 1975年12月6日 「おとうとの死」
11. 1975年12月13日 「あきんどの誉」
12. 1975年12月20日 「旧いもの新しいもの」
13. 1975年12月27日 「肩の荷はまだ」

## 放送局
土曜劇場#ネット局の節を参照。